# Brit Marling
Brit Heyworth Marling, mais conhecida como Brit Marling (nascida em 7 de agosto de 1983 em Chicago, Illinois) é uma atriz, roteirista, produtora e diretora americana. Seu primeiro reconhecimento foi em 2004, com o documentário Boxers and Ballerinas. Mais tarde, se tornou uma estrela no Festival Sundance de Cinema, com os filmes Sound of My Voice (2011), Another Earth (2011) e The East (2013), tanto protagonizando quanto co-escrevendo em todos eles.

## Biografia
Marling nasceu em Chicago, Illinois, filha dos incorporadores de imóvel Jonh e Heidi Marling. Ela recebeu o nome de "Brit" em homenagem à bisavó materna norueguesa. Ela cresceu em Winnetka, Illinois e em Orlando, onde se matriculou no programa de artes na Dr. Phillips High School. Marling se interessou pela atuação, mas seus pais a encorajaram a focar na carreira acadêmica. Ela se formou em economia e arte de estúdio na Universidade de Georgetown em 2005, e foi a oradora de sua turma.

## Carreira
Em Georgetown, Marling conheceu seus colaboradores de longa data, os futuros diretores Mike Cahill e Zal Batmanglij. Marling passou seu primeiro ano de verão estagiando no banco de investimentos Goldman Sachs como uma analista de investimentos. Ela percebeu a falta de sentido que uma vida passada lá teria. Mais tarde recusou uma oferta de emprego da empresa, optando por se mudar para Cuba com Mike Cahill para filmar o documentário Boxers and Ballerinas. O documentário fez Marling ganhar reconhecimento em 2004, tendo co-escrito o filme com Mike Cahill e Nicholas Schumaker e co-dirigido com Cahill.
Em 2005, Marling se mudou com Cahill e Batmanglij para Los Angeles. Marling participou de audições nas quais foram oferecidos papéis em filmes de terror, mas rejeitou todas. Numa entrevista ao The Daily Beast, ela "queria ser capaz de escalar a si própria para papéis que não exigissem que ela fizesse as partes típicas oferecidas a jovens atrizes, como a namorada superficial ou uma vítima de crime". Ela foi descoberta pela agente de talentos Hylda Queally.
No verão de 2009, ela se juntou a um grupo de freeganos com seu amigo Zal Batmanglij, vivendo em barracas e recuperando alimentos de lixeiras, a fim de explorar como outros jovens estavam construindo uma vida significativa.
Marling co-escreveu, co-produziu e atuou nos filmes de 2011 Sound of My Voice e Another Earth, dirigidos por Batmanglij e Cahill, respectivamente. Ambos os filme estiveram presentes no Festival Sundance de Cinema de 2011, em que Another Earth venceu o Prêmio Alfred P. Sloan de melhor filme de ciência, tecnologia ou matemática como tema principal. Em 2012, ela atuou como a filha de Richard Gere em Arbitrage.
Em 2013, ela colaborou com a Searchlight mais uma vez como co-escritora e protagonista em The East, ao lado de Elliot Page e Alexander Skarsgård. Dirigido por Batmanglij e co-escrito por Marling e Batmanglij, The East é baseado na experiência de ambos como freeganos e suas preocupações com os efeitos colaterais dos remédios controlados.
Marling e Batmanglij colaboraram para criar a série de drama The OA, que estreou em 2016 na Netflix. Que foi co-escrita pela própria Marling assim como atua no papel principal, este também produzindo a série juntamente com Dede Garner e Jeremy Kleiner da Plan B Entertainment, e Michael Sugar de Anonymous Content.
Apesar dos muitos papéis em filmes em que ela co-escreveu, Marling afirmou que ela "obtém muito mais prazer em atuar nas histórias de outras pessoas", já que "um dos grandes prazeres da atuação é render-se à visão de mundo de outra pessoa".

## Vida Pessoal
A irmã de Marling. Morgn, também é uma produtora. Marling já namorou Mike Cahill.

## Filmografia
| Ano  | Título                | Papel           | Notas |  |
| ---- | --------------------- | --------------- | --- |  |
| 2007 | The Recordist         | Charlie Hall    | Curta-metragem da tese de Zal Batmanglij para o AFI |  |
| 2009 | Political Disasters   | Brit            | Curta-metragem |  |
| 2011 | Another Earth         | Rhoda Williams  | Também co-escreveu e co-produziu Prêmio da San Diego Film Critics Society de Melhor Atriz Prêmio do Sitges Film Festival de Melhor Atriz Indicada — Prêmio de Artista Mais Promissor da Associação de Críticos de Cinema de Chicago Indicada — Independent Spirit Award de Melhor Primeira Participação Indicada — Independent Spirit Award de Melhor Roteiro Original Indicada — Prêmio Saturno de Melhor Atriz Indicada — Prêmio Saturno de Melhor Roteiro |  |
| 2011 | Sound of My Voice     | Maggie          | Também co-escreveu e co-produziu Indicada — Prêmio da Associação de Críticos de Cinema da Geórgia de Melhor Roteiro Original Indicada — Independent Spirit Award de Melhor Primeira Participação Indicada — Independent Spirit Award de Melhor Atriz Coadjuvante |  |
| 2012 | Arbitrage             | Brooke Miller   | |  |
| 2013 | The East              | Sarah           | Também co-escreveu e co-produziu |  |
| 2013 | The Company You Keep  | Rebecca Osborne | |  |
| 2013 | The Green Blade Rises | Nancy Lincoln   | |  |
| 2014 | The Better Angels     | Nancy Lincoln   | [ 21 ] |  |
| 2014 | I Origins             | Karen           | |  |
| 2014 | The Keeping Room      | Augusta         | |  |
| 2014 | Posthumous            | McKenzie Grain  | |  |

| Ano       | Título    | Papel                          | Notas                                      |
| --------- | --------- | ------------------------------ | ------------------------------------------ |
| 2011      | Community | Paige                          | Episódioː "Early 21st Century Romanticism" |
| 2014      | Babylon   | Liz Garvey                     | 7 episódios                                |
| 2016–2019 | The OA    | Nina Azarova/Praire Johnson/OA | 16 episódios                               |